# Фанкли (Минесота)
Фанкли (енгл. Funkley) град је у америчкој савезној држави Минесота.

## Демографија
По попису из 2010. године број становника је 5, што је 10 (-66,7%) становника мање него 2000. године.
| Група             | 2000.       | 2010.     |
| Белци             | 15 (100,0%) | 4 (80,0%) |
| Афроамериканци    | 0 (0,0%)    | 0 (0,0%)  |
| Азијати           | 0 (0,0%)    | 0 (0,0%)  |
| Хиспаноамериканци | 0 (0,0%)    | 0 (0,0%)  |
| Укупно            | 15          | 5         |